# Ринок (Делфт)
Площа Ринок у Делфті, в нідерландській провінції Південна Голландія, має розміри 120 на 50 метрів і є однією з найбільших історичних ринкових площ Європи. Площа майже прямокутна і з коротших сторін межує з Новою церквою на сході та ратушею Делфту на заході. Бічні вулиці також належать Ринку. 
Ринок був заснований на території, замуленій  припливним каналом Гантел, і тому є однією з найвищих частин центру міста Делфт. 
Площа протягом століть регулярно змінювала свій вигляд. Останній редизайн був завершений у 2004 році.
Тепер ринок використовується для щотижневих ринків, різноманітних вистав, концертів та інших урочистих заходів, особливо в літні місяці.

## Історія

### Торговиця
Делфт як адміністративний та торговий центр виник у ХІІ столітті навколо графського фільварку, східний кордон якого знаходився приблизно  на місці нинішньої ратуші. Земля графа на схід від цього фільварку використовувалася як торговиця (нід. Marctveld). Вона простягалася  майже до нинішньої Нової церкви, де на той час починалася болотиста місцевість.
Щотижневий ринок у четвер проводиться на Ринку з того часу і до сьогодні. У давні часи площа Торговиці також використовувалася для двох великих щорічних ярмарків: в день Святого Одульфа (щорічна процесія 12 червня) та іншого в день святого Елігія ( 1 грудня ). На площі також часто відбувалися публічні страти. До спорудження Нової церкви східна частина торговиці служила полем для шибениць. 
1936 року площа Торговиці була скорочена приблизно на 34 метри для будівництва Нової церкви. У 1421 році ще одна 17-метрова смуга була подарована для облаштування цвинтаря.  1436 року граф Філіп Добрий подарував свій господарський будинок та площу Торговиці  місту Делфт. З цього моменту будинок став використовуватися як ратуша міста .

### Ринок
1484 року територія Торговиці була піднята на  90 см  землею, привезеною з околиць Делфта, і вимощена каменем. З цього часу її стали називати Ринком (нід. Markt).
Нова церква, яка в 1510 досягла свого сучасного розміру, спочатку була оточена двома рядами будинків, які раніше утворювали межу Торговиці. Тому цвинтар був дуже маленьким. Для того, щоб розширити цвинтар, 1493 був зруйнований південний ряд будинків. Це забезпечило Ринку ті кордони, які він має і сьогодні.
Під час ремонту площі в 1595 році на бруківку було додано розу вітрів. Пізніше в 1886 році на неї була встановлена статуя Гуго Гроція. 

## Реконструкція Ринку
Протягом століть між цвинтарем та Ринком перед церквою зазвичай існувала якась перегородка. Приблизно до 1702 року це була стіна. Пізніше, коли цвинтар перестав функціонувати, це був ряд дерев, останні залишки яких зникли близько 1930 року. До реконструкції 2004 року на цвинтарі було проведено археологічне обстеження. З’ясувалося, що цвинтар простягався по обидва боки на три метри від фасадів будинків з боку Ринку. На південь поховання продовжувались дальше, ніж очікувалось, але межі встановити не вдалося. .
Під час редизайну 2004 року перед церквою був розміщений ряд дерев. Також була встановлена нова роза вітрів. Статуя Уго де Гроота була ретельно відреставрована та повернута на нове місце, від центру та ближче до Нової церкви. Цікаво, що коли під час королівських похоронів королівські гості перетинають Ринок від ратуші до церкви, їм тепер не доведеться ходити навколо статуї.
З часу реконструкції у 2004 році використання площі Ринку як паркінгу також стало справою минулого.